# Bela omela
Bela omela (znanstveno ime Viscum album je zimzelena parazitska rastlina iz družine lanikovk, ki je domorodna v Evropi in zahodni in južni Aziji.

## Opis
Bela omela je zimzelena polzajedavska rastlina, ki ima obliko grmička polkrožnega obrisa, ki v premeru doseže povprečno med 20 in 90 cm, včasih pa celo do 120 cm. Svoje korenine poganja v veje dreves in jim tako »krade« hranilne snovi. Steblo bele omele je okroglo in golo ter se 2 do 3 krat viličasto cepi v po dve veji. Steblo in listi so zelene barve, listi pa poganjajo v parih na koncih vej. Listi so usnjati, suličasti in ovalne oblike. Vzdolž listov poteka po tri do šest vzporednih žil.
Bela omela je dvodomna rastlina, ki cveti od marca do maja. Moški in ženski cvetovi so veliki od 2 do 3 mm in zeleni. Poganjajo na mestih, kjer se vejice delijo. Pojavljajo se v skupinah po tri do šest. Na ženskih rastlinah se oplojeni plodovi razvijejo v belkaste ali rumenkaste prosojne kroglice, ki dosežejo do 10 mm v premeru. V njih je po eno 8 mm debelo seme, ki ga obdaja lepljivo meso.

## Strupenost
Iz bele omele so izolirali strup lectin Viscumin. Rekombinantne lektine niso uspeli vezati na nobeno drugo snov, ne da bi pri tem uničili njihovo delovanje. Poenostavljenje omelinega zdravljenja torej ni uspelo, raziskave pa so prinesle mnoge studije, ki koristijo tudi alternativni/komplementarni medicini.
Poleg tega vsebuje omela še druge strupene snovi, ki so opisane v monografiji/priročniku  “Bela omela - Zdravljenje z Viscum album L. ekstrakti”. ISBN 978-961-6487-44-3 (Komplementarno zdravljenje raka)
Kljub strupenosti uporabljajo belo omelo (v obliki kapljic, gtt.) v ljudskem zdravilstvu za preprečevanje poapnenja žil in za zniževanje krvnega pritiska, saj širi žile. Rahlo tudi odvaja seč.
Zdravniki konvencionalne in zdravniki alternativne medicine v Nemčiji uporabljajo ekstrakte bele omele parenteralno (subkutano injiciranje) v zdravljenju raka, glej Antropozofska medicina.

## Podvrste
Obstaja več podvrst bele omele, ki se med seboj ločijo po barvi plodov, obliki in velikosti listov ter po vrsti dreves, ki jih zajedajo.
- Viscum album subsp. abietis (Wiesb.) Abromeit. Razširjena v osrednji Evropi. Plodovi bele barve, listi dolgi do 8 cm, zajeda smreke.
- Viscum album subsp. album. Razširjena po Evropi, jugozahodni Aziji vse do Nepala. Plodovi so bele barve, listi veliki od 3 do 5 cm, zajeda pa jablane, topole, lipe, včasih pa tudi hraste.
- Viscum album subsp. austriacum (Wiesb.) Vollmann. Plodovi rumene barve, listi veliki od 2 do 4 cm. Razširjena po Evropi, kjer zajeda macesne, bore in smreke.
- Viscum album subsp. meridianum (Danser) D.G.Long. Razširjena po jugozahodni Aziji. Plodovi so rumene barve, lističi dolgi od 3 do 5 cm, zajeda pa javore, orehe, slive, jerebike ter gabre.
- Viscum album subsp. creticum Razširjena na vzhodni Kreti[9], plodovi bele barve, zajeda pa turški bor.
- Viscum album subsp. coloratum Kom. Flora of China[6] jo obravnava za izumrlo vrsto Viscum coloratum (Kom) Nakai.

## Galerija
- Plodovi V. a. album, Poljska
- V. a. austriacum na Pinus sylvestris, Poljska
- Ilustracija iz 19. stoletja (Franz Eugen Köhler)
- Plod bele omele
- Viscum album, Francija
- Omela pozimi (Libanon)